# Gerli Israel
Gerli Israel (* 7. Februar 1995) ist eine estnische Speerwerferin. 

## Sportliche Laufbahn
Erste internationale Erfahrungen sammelte Gerli Israel im Jahr 2017, als sie bei den U23-Europameisterschaften in Bydgoszcz mit einer Weite von 51,66 m in der Qualifikation ausschied. 
2020 wurde Israel estnische Meisterin im Speerwurf.